# یواس‌اس الماناس (ای‌کی‌ای-۷۵)
یواس‌اس الماناس (ای‌کی‌ای-۷۵) (به انگلیسی: USS Alamance (AKA-75)) یک کشتی بود که طول آن ۴۵۹ فوت ۲ اینچ (۱۳۹٫۹۵ متر) بود. این کشتی در سال ۱۹۴۴ ساخته شد.